# Iñigo Urrutia Libarona
Iñigo Urrutia Libarona (Maruri, Vizcaya, 29 de marzo de 1966) es un jurista, administrativista y profesor universitario español.
Desde el año 2017 es el defensor del alumnado de la Universidad del País Vasco.

## Biografía
Íñigo Urrutia nació en Maruri-Jatabe en 29 de marzo de 1966. Se licenció en Derecho en la Universidad de Deusto en 1989. Se formó en práctica jurídica en la Escuela de Práctica Jurídica del Ilustre Colegio de la Abogacía de Bizkaia y se especializó en sociología jurídica en el Instituto Internacional de Sociología Jurídica de Oñate en 1993.
Ejerció como abogado durante unos años, como abogado colegiado en el Ilustre Colegio de la Abogacía de Bizkaia.
Se doctoró en Derecho en la Universidad del País Vasco en 2004, obteniendo el Premio Extraordinario de Doctorado. Está especializado en derecho administrativo, derechos lingüísticos y derecho de minorías, derechos humanos, intervención pública en la economía, derecho ambiental y biotecnología.
Desde el año 2004 es profesor universitario de Derecho administrativo en la Universidad del País Vasco.
Fue Vicedecano de Alumnado y Euskera en la Facultad de Economía y Empresa (2007-2009), Director de Euskara y Planificación Docente del Vicerrectorado de Campus de Bizkaia (2009-2011) y Secretario de Campus de Bizkaia (2011-2017). A principios de 2017 fue nombrado defensor del alumnado de la Universidad del País Vasco con 108 votos favorables, 13 en blanco y 3 abstenciones.
Ha sido llamado muchas veces como orador y experto por el Parlamento Vasco para diversas Comisiones y Ponencias como de Autogobierno, Administraciones Públicas, entre otras. Ha sido llamado también en varias ocasiones por el Parlamento de Navarra, como experto en derechos lingüísticos. También suele colaborar con medios de comunicación como ETB1 y ETB2, y ha participado en movimientos sociales como Gure Esku Dago.
En 2018 fue nombrado ponente del nuevo Estatuto del País Vasco junto con Mikel Legarda, Alberto López Basaguren, Arantxa Elizondo y Jaime Ignacio del Burgo. En 2024 participó en la reforma del amejoramiento del fuero navarro, el estatuto de Navarra.

## Publicaciones
Entre sus publicaciones están:
- Droits Culturels et Démocratisation - Cultural Rights and Democratisation, 2015
- Els reptes dels mitjans audiovisuals en llengua catalana, 2015
- Historia Jurídica de la Lengua Vasca (1789-2013), 2014
- Shaping Language Rights: Commentary on the European Charter for Regional or Minority Languages in light of the Committee of Experts’ evaluation, 2014
- Marco jurídico del libre acceso a las actividades de servicios y su ejercicio en la Comunidad Autónoma del País Vasco., 2010
- A Legal History of the Basque Language (1789-2009), 2010
- Estudios Jurídicos sobre Fiscalidad Lingüística: Incentivos Fiscales como Instrumento de Política Lingüística, 2010
- The legal status of the Basque language today: one language, three administrations, seven different geographies and a diaspora, 2008
- Administrazio-Zuzenbideko Ikasgaiak II: Administrazio-antolakuntza. Funtzio Publikoa. Ondasun Publikoak. Administrazioaren Jarduteko moduak., 2008
- Reserva de la biosfera de Urdaibai: estudio jurisprudencial, 2008
- Derechos lingüísticos y euskera en el sistema educativo, 2005
- Euskara Zuzenbidearen hizkera, 1995